# Соколов, Михаил Андреевич
Михаил Андреевич Соколов (1859—1942) — русский писатель, педагог-методист.

## Биография
Сын диакона. Окончил Вяземское духовное училище, затем Смоленскую духовную семинарию. В период 1881—1885 годов обучался в Московской духовной академии, которую окончил со степенью магистранта (кандидата богословия 1-го разряда).
В 1885 году по распределению прибыл в Тулу. С 1890 года в течение 25 лет был преподавателем и методистом Тульской духовной семинарии. Активно сотрудничал с издававшимся в Воронеже под редакцией А. А. Хованского журналом «Филологические записки», к котором с 1906 по 1907 гг. был опубликован его учебник «Теория словесности с присоединением хрестоматии».

## Главные труды
- По внушению Библии. Сборник библейских стихотворений — Тула, 1890.
- Опыт аналитико-исторического курса теории словесности, с присоединением образцов — Вып. 1—2. — Тула, 1894—1897. — 2 т.; вып. 1, изд. 3 и вып. 2, изд. 2, — Тула, 1904.
- Позитивизм перед судом здравого разума — Тула, 1897.
- Князь Серебряный: Ист. роман гр. Л. [А.] Толстого: Критико-лит., библиогр. очерк. — Воронеж, 1897.
- Божий гнев (эпико-лирическая поэма). — Тула, 1906.
- Моим друзьям на память. Сборник стихотворений — Тула, 1905.
- Теория словесности с присоединением хрестоматии: (Опыт аналит.-ист. курса) — Воронеж, 1909.

Оставил дневниковые воспоминания, которые, тиражом всего 120 экземпляров, в 2012 году были изданы в Туле под редакцией тульского историка и краеведа М. В. Майорова: «Из моего прошлого: записки преподавателя (Вязьма — Смоленск — Сергиева лавра — Тула)».